# Julien Mawule Kouto
Julien Mawule Kouto (* 19. Juni 1946 in Lomé, Togo; † 5. Juni 2015) war Bischof von Atakpamé.

## Leben
Julien Mawule Kouto empfing am 29. Juni 1975 die Priesterweihe.
Papst Johannes Paul II. ernannte ihn am 18. Oktober 1993 zum Bischof von Atakpamé und spendete ihm am 6. Januar 1994 die Bischofsweihe; Mitkonsekratoren waren die Kurienerzbischöfe Giovanni Battista Re und Josip Uhač.
Seinem Rücktrittsgesuch aus gesundheitlichen Gründen gab Papst Benedikt XVI. am 1. März 2006  statt.